# Asesinato de Bridget Townsend
Bridget Fay Townsend (Houston, Texas; 26 de junio de 1982 - condado de Medina, Texas; 15 de enero de 2001) fue una joven estadounidense que desapareció del domicilio de su novio en el condado de Bandera el 15 de enero de 2001. Estuvo desaparecida durante algo más de un año antes de que un preso llamado Ramiro Félix Gonzales, que cumplía dos cadenas perpetuas consecutivas por un caso de secuestro y violación ocurrido en septiembre de 2001, confesara que él era el responsable de su asesinato. Había secuestrado y violado a Townsend en el rancho de su familia en Texas, donde le disparó mortalmente a la joven.
El cuerpo de Townsend fue encontrado en octubre de 2002 en un campo en el suroeste de Texas. Gonzales, que tenía 18 años en el momento del asesinato, fue declarado culpable del asesinato y condenado a muerte en 2006. Tras pasar casi 18 años en el corredor de la muerte, fue ejecutado mediante inyección letal el 26 de junio de 2024, a pesar de los llamamientos a la clemencia y de que un experto médico se retractara de su testimonio original de que Gonzales era un gran peligro para la sociedad.

## Desaparición y asesinato
El 15 de enero de 2001, en una zona rural del condado de Bandera, cerca de San Antonio (Texas), Townsend, de 18 años, se encontraba sola en la casa de su novio, Joe Leal, cuando Ramiro Félix Gonzales, también de 18 años, irrumpió en la vivienda con la intención de robar cocaína. Gonzales se topó con Townsend al entrar en la casa, la redujo, la ató y robó todo el dinero que pudo encontrar, pero no consiguió ninguna droga.
Después de saquear la casa, Gonzales obligó a Townsend a subir a su camioneta y se alejó de la casa de Leal, regresando al rancho de su abuelo en el vecino condado de Medina, Texas. A pesar de que ella le suplicó clemencia, Townsend fue violada por Gonzales, quien posteriormente blandió un rifle de caza y le disparó mortalmente. Tras asesinar a Townsend, Gonzales abandonó su cuerpo en un campo del suroeste de Texas, situado cerca de la pequeña localidad texana de Bandera.
Townsend, cuya desaparición fue denunciada, no fue encontrada hasta más de un año después. Gonzales logró evadir la captura durante ocho meses antes de ser arrestado por el secuestro y violación de una mujer llamada Florence Teich en septiembre de 2001, un caso no relacionado con el anterior. Gonzales fue posteriormente condenado y recibió dos cadenas perpetuas consecutivas por el crimen.
Un año más tarde, mientras cumplía su condena, Gonzales pidió hablar con el sheriff James MacMilliam, y le confesó que sabía cuál había sido el destino de Townsend. Aunque MacMilliam no creyó inicialmente la historia de Gonzales, más tarde se convenció de que Gonzales estaba involucrado en la desaparición de Townsend después de que este le diera más detalles sobre dónde se podía encontrar el cuerpo de la chica. En octubre de 2002, las autoridades descubrieron los restos óseos de Townsend después de que Gonzales les llevara al lugar donde había abandonado el cuerpo.
Aunque Gonzales inventó historias para culpar a otras personas (incluido el novio de Townsend y una banda mexicana ficticia) y afirmó que solo había ayudado a deshacerse del cuerpo o que había recibido órdenes de matar a Townsend, finalmente confesó y se declaró único responsable del secuestro, la violación y el asesinato de Bridget Townsend.

## Juicio por asesinato

### Antecedentes de Ramiro Gonzales
Nacido en Texas el 5 de noviembre de 1982, Ramiro Félix Gonzales fue criado por sus abuelos debido a la negligencia de su madre. Según algunas fuentes, Gonzales no conoció a su padre hasta los 19 años, cuando fue encarcelado en la misma prisión que él. La madre de Gonzales, que tenía 17 años cuando le dio a luz, luchaba contra una grave adicción a las drogas y al alcohol, y siguió haciéndolo mientras estaba embarazada de Gonzales; incluso intentó suicidarse con una sobredosis de drogas para provocar un aborto. Gonzales trabajaba como constructor de vallas y soldador antes de ser detenido por asesinato.
Según los registros judiciales, Gonzales fue presuntamente víctima de abusos sexuales por parte de su primo a los cuatro o seis años, y también fue víctima de agresiones sexuales por parte de una mujer mayor a los 12 o 13 años. Según se informa, Gonzales no rendía bien en la escuela y, a pesar de que se le certificó que tenía un cerebro normal, sus expedientes escolares lo calificaban de «retrasado en su desarrollo». Gonzales acabó descarriándose y, con solo 11 años, comenzó a adquirir hábitos nocivos como el consumo de alcohol y drogas siendo menor de edad.

### Condena por asesinato y pena de muerte
Tras su confesión, Gonzales fue detenido y acusado de asesinato capital, un delito que, según la legislación del estado de Texas, conlleva la pena de muerte en caso de condena.
Gonzales fue juzgado por un jurado del condado de Medina en agosto de 2006 por el asesinato de Bridget Townsend. Ese mismo mes fue declarado culpable de asesinato capital. La defensa, en su solicitud de cadena perpetua, sacó a relucir los antecedentes familiares de Gonzales y pidió clemencia por motivos humanitarios, además de alegar que Gonzales sufría daños cerebrales debido al consumo de drogas y alcohol de su madre durante el embarazo. Sin embargo, la fiscalía llamó a declarar a expertos que refutaron que Gonzales tuviera problemas graves de salud mental ni daño cerebral, y los expertos psiquiátricos del estado incluso afirmaron que, según sus evaluaciones, Gonzales mostraba una fuerte propensión a reincidir y, basándose en ello, la fiscalía solicitó la pena de muerte para Gonzales.
Al final, el jurado emitió su veredicto y condenó por unanimidad a Gonzales a muerte por el asesinato de Bridget Townsend.

## Recursos y intentos de ejecución
El 17 de junio de 2009, el Tribunal de Apelaciones Penales de Texas rechazó el recurso directo de Ramiro Gonzales contra su condena a muerte y su condena por asesinato. El 1 de febrero de 2012, la segunda apelación de Gonzales fue desestimada, pero el asunto fue remitido a los tribunales inferiores para que se volvieran a examinar algunos de los motivos de apelación en el caso de Gonzales.
El 10 de abril de 2015, el Tribunal de Apelaciones del Quinto Circuito rechazó la apelación de Gonzales contra su pena de muerte. A finales de ese año, el Tribunal Supremo de los Estados Unidos rechazó la última apelación de Gonzales y, posteriormente, se dictó la orden de ejecución el 3 de mayo de 2016, fijándose la fecha de la ejecución para el 10 de agosto de 2016. Sin embargo, esta se retrasó por motivos legales.
Finalmente, la ejecución de Gonzales se reprogramó para el 13 de julio de 2022. Sin embargo, la fecha de ejecución se aplazó por segunda vez, después de que se le concediera una suspensión de la ejecución en espera de una apelación. Gonzales había manifestado su deseo de donar un riñón como «donante altruista» sin un receptor conocido, supuestamente para expiar el asesinato de Townsend en 2001.
Además, un experto médico estatal había testificado que, tras una nueva evaluación, había decidido que su conclusión inicial de que Gonzales era un riesgo futuro para la sociedad era errónea, a la luz del proceso de rehabilitación de Gonzales y de su buen comportamiento en prisión, lo que constituyó un motivo de apelación por parte de los abogados de Gonzales para solicitar clemencia o un indulto de la pena de muerte. Otro motivo de apelación fue que Gonzales acusó a las autoridades penitenciarias de violar su libertad religiosa al no permitir que su consejero espiritual le sostuviera las manos durante el procedimiento de ejecución.

## Sentencia de muerte y ejecución en 2024

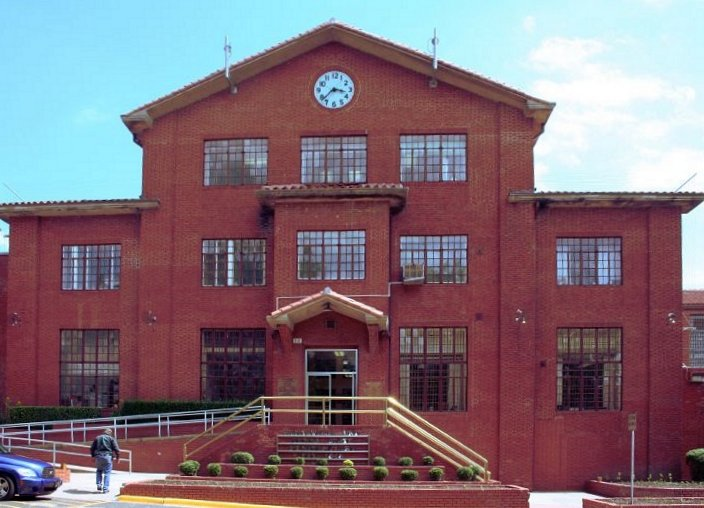
Fachada de la Unidad Huntsville, centro penitenciario del Departamento de Justicia Criminal de Texas en el que fue ejecutado Gonzales.

Dos años después de que se suspendiera su ejecución, en 2024, se dictó una tercera sentencia de muerte contra Ramiro Gonzales, fijando la fecha de su ejecución para el 26 de junio de 2024. Casualmente, esa fecha coincidía con el 42.º cumpleaños de la víctima, Bridget Townsend.
Como último recurso para evitar la ejecución, Gonzales solicitó clemencia. Sus abogados destacaron su trágica infancia y afirmaron que su cliente se arrepentía de los delitos cometidos en 2001 y que había encontrado a Dios en prisión. Además, se señaló que había intentado ponerse en contacto con la familia de Townsend, escribiéndoles cartas y pidiendo perdón por lo que había hecho. Del mismo modo, hizo una emotiva petición de perdón a la familia de la víctima en su vídeo de apelación a la clemencia. Por unanimidad, el panel de siete miembros de la Junta de Indultos y Libertad Condicional de Texas rechazó la petición de clemencia el 24 de junio de 2024 y, además, rechazó concederle un aplazamiento de seis meses.
El 26 de junio de 2024, Ramiro Félix Gonzales, de 41 años, fue ejecutado mediante inyección letal en la Unidad de Huntsville. Fue declarado muerto a las 18:50 horas, tras recibir una dosis única de pentobarbital. En sus últimas palabras, Gonzales se disculpó por haber matado a Townsend y expresó su esperanza de que la familia de Townsend pudiera sanar y encontrar paz. La ejecución de Gonzales se llevó a cabo menos de dos horas después de que el Tribunal Supremo de los Estados Unidos rechazara su recurso de última hora, en el que los abogados de Gonzales reiteraban que, según la reevaluación de un experto médico del juicio, ya no era una amenaza para la sociedad, lo que le habría excluido de la pena de muerte.
En respuesta a la ejecución de Gonzales, el hermano de Townsend, David, declaró a la prensa que por fin habían visto cómo se hacía justicia y que la ejecución del asesino de su hermana marcaba «el final de un largo y doloroso viaje». Durante mucho tiempo había criticado la descripción compasiva de Gonzales como un hombre cambiado, ya que creía que la pena de muerte debía ejecutarse debido a que Gonzales había cometido un acto imperdonable al violar y asesinar a su hermana. Antes de la ejecución, la madre de Townsend, Patricia, declaró a la prensa que la decisión del estado de ejecutar a Gonzales en la fecha del 42.º cumpleaños de su hija era un gesto reconfortante, ya que Gonzales «iba a abandonar el mundo el mismo día en que Bridget llegó a él». Se negó a aceptar la disculpa de Gonzales, alegando que había muchas personas con infancias difíciles y que Gonzales tomó la atroz decisión de asesinar a su hija, a quien Patricia describió como una persona hermosa, y que no merecía clemencia.
Por otro lado, los abogados de Gonzales, Thea Posel y Raoul Schonemann, emitieron un comunicado en el que afirmaban que su cliente ya no era la misma persona que perpetró el asesinato de Townsend 23 años antes, sino alguien «profundamente espiritual, generoso, paciente y reflexivo», lleno de remordimiento por sus actos.
Gonzales fue el segundo condenado de Texas y también la octava persona ejecutada en Estados Unidos en 2024.